# Belgische kampioenschappen atletiek 2007
In 2007 werden de Belgische kampioenschappen atletiek Alle Categorieën gehouden op 4 en 5 augustus in het Koning Boudewijnstadion in Brussel, met uitzondering van het hamerslingeren, dat op 5 augustus 2007 plaatsvond in Nijvel. De organisatie was in handen van de Koninklijke Belgische Atletiek Bond.
Bij de editie van 2007 werden op zondag de meeste finales verwerkt.
De nationale kampioenschappen 10.000 m voor mannen en vrouwen en 3000 m steeple voor vrouwen werden op 4 juli 2007 verwerkt in het Sportcentrum te Duffel.

## Uitslagen
| Atleet               | Prestatie | Onderdeel            | Atlete               | Prestatie |
| -------------------- | --------- | -------------------- | -------------------- | --------- |
| Kristof Beyens       | 10,54 s   | 100 m                | Kim Gevaert          | 11,22 s   |
| Anthony Ferro        | 20,79 s   | 200 m                | Kim Gevaert          | 22,77 s   |
| Kevin Borlée         | 46,38 s   | 400 m                | Elke Bogemans        | 54,42 s   |
| Matthias Rosseeuw    | 1.53,00   | 800 m                | Lieselot Matthys     | 2.09,36   |
| Kim Ruell            | 3.52,89   | 1500 m               | Veerle Dejaeghere    | 4.20,12   |
| Guy Fays             | 14.30,13  | 5000 m               | Sigrid Vanden Bempt  | 16.26,54  |
| Guy Fays             | 29.39,73  | 10.000 m             | Anja Smolders        | 35.49,89  |
| -                    | -         | 100 m horden         | Eline Berings        | 13,15 s   |
| Adrien Deghelt       | 13,71 s   | 110 m horden         | -                    | -         |
| Vincent Vanryckeghem | 50,25 s   | 400 m horden         | Doukje Vermijl       | 60,79 s   |
| Pieter Desmet        | 8.30,78   | 3000 m steeplechase  | Veerle Dejaeghere    | 9.57,97 * |
| Timothy Hubert       | 2,11 m    | hoogspringen         | Sabrina De Leeuw     | 1,82 m    |
| Kevin Rans           | 5,45 m    | polsstokhoogspringen | Karen Pollefeyt      | 3,90 m    |
| Gert Messiaen        | 7,36 m    | verspringen          | Tia Hellebaut        | 6,41 m    |
| Corentin Debailleul  | 15,29 m   | hink-stap-springen   | Jolien Van Brempt    | 12,48 m   |
| Wim Blondeel         | 18,85 m   | kogelstoten          | Catherine Timmermans | 16,01 m   |
| Wim Blondeel         | 50,81 m   | discuswerpen         | Veerle Blondeel      | 47,71 m   |
| Tom Goyvaerts        | 75,20 m   | speerwerpen          | Melissa Dupré        | 50,02 m   |
| Walter De Wyngaert   | 65,92 m   | hamerslingeren       | Patricia Blondeel    | 52,27 m   |

1889 · 
1890 · 
1891 · 
1892 · 
1893 · 
1894 · 
1895 · 
1896 · 
1897 · 
1898 · 
1899 · 
1900 · 
1901 · 
1902 · 
1903 · 
1904 · 
1905 · 
1906 ·
1907 ·
1908 · 
1909 · 
1910 · 
1911 · 
1912 · 
1913 · 
1914 · 
1919 · 
1920 · 
1921 · 
1922 · 
1923 · 
1924 · 
1925 · 
1926 · 
1927 · 
1928 · 
1929 · 
1930 · 
1931 · 
1932 · 
1933 · 
1934 · 
1935 · 
1936 · 
1937 · 
1938 · 
1939 · 
1940 · 
1941 · 
1942 · 
1943 · 
1944 · 
1945 · 
1946 · 
1947 · 
1948 · 
1949 · 
1950 · 
1951 · 
1952 · 
1953 · 
1954 · 
1955 · 
1956 · 
1957 · 
1958 · 
1959 · 
1960 · 
1961 · 
1962 · 
1963 · 
1964 · 
1965 · 
1966 · 
1967 · 
1968 · 
1969 · 
1970 · 
1971 · 
1972 · 
1973 · 
1974 · 
1975 · 
1976 · 
1977 · 
1978 · 
1979 · 
1980 · 
1981 · 
1982 · 
1983 · 
1984 · 
1985 · 
1986 · 
1987 · 
1988 · 
1989 · 
1990 · 
1991 · 
1992 · 
1993 · 
1994 ·
1995 · 
1996 · 
1997 · 
1998 · 
1999 · 
2000 · 
2001 · 
2002 · 
2003 · 
2004 · 
2005 · 
2006 · 
2007 · 
2008 · 
2009 · 
2010 · 
2011 · 
2012 · 
2013 · 
2014 · 
2015 · 
2016 · 
2017 · 
2018 · 
2019 · 
2020 · 
2021 · 
2022 · 
2023 · 
2024